# Denis Malgin
Denis Albertowitsch Malgin (russisch Денис Альбертович Мальгин; * 18. Januar 1997 in Olten) ist ein Schweizer Eishockeyspieler russischer Abstammung, der seit Juli 2023 erneut bei den ZSC Lions aus der Schweizer National League unter Vertrag steht und dort auf der Position des Stürmers spielt. Zuvor absolvierte Malgin unter anderem 264 Spiele für die Florida Panthers, Toronto Maple Leafs und Colorado Avalanche in der National Hockey League (NHL).

## Karriere

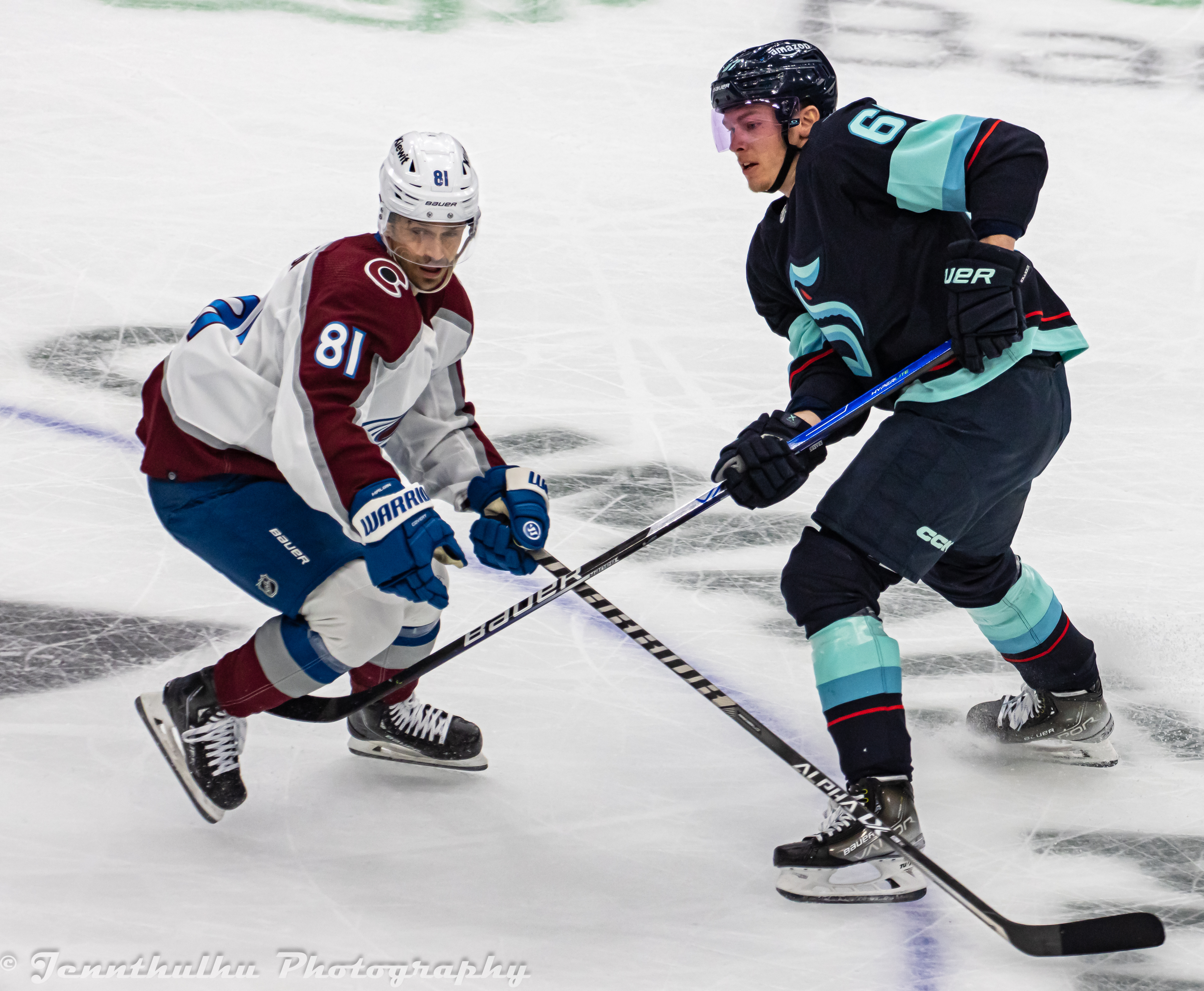
Malgin (links) im Trikot der Colorado Avalanche (2023)

Malgin ist der Sohn des früheren Eishockeyprofis Albert Malgin, der ab 1993 in der Schweiz spielte und nach seinem Karriereende Trainer wurde. Denis Malgin erlernte das Eishockeyspielen in der Nachwuchsabteilung des EHC Biel. Noch als Jugendlicher wechselte er zu den ZSC Lions, in der Saison 2013/14 gab er sein Debüt in der National League B (NLB) für das Zürcher Farmteam GC Küsnacht Lions, in der Folgesaison sammelte er erste Spielpraxis in der National League A (NLA) bei den ZSC Lions. Bereits 2014 hatten ihn beim KHL Junior Draft der HK ZSKA Moskau an zwölfter Position und beim CHL Import Draft die Huskies de Rouyn-Noranda als insgesamt 26. Spieler ausgewählt, er blieb aber noch in Zürich. Beim NHL Entry Draft 2015 sicherten sich die Florida Panthers aus der National Hockey League (NHL) in der vierten Runde an 102. Stelle die Rechte am jungen Schweizer. Nach der Saison 2014/15 wurde Malgin in der NLA als bester Nachwuchsspieler des Jahres ausgezeichnet. Im Jahr 2016 gewann er mit den ZSC Lions den Schweizer Pokalwettbewerb.
Im Juli 2016 unterzeichnete er einen Dreijahresvertrag beim NHL-Klub Florida Panthers, der auch Gültigkeit für Einsätze im Farmteam, den Springfield Thunderbirds aus der American Hockey League (AHL), besass. Mitte Oktober 2016 feierte er sein NHL-Debüt im Duell der Panthers mit den New Jersey Devils, Anfang November 2016 erzielte Malgin gegen die Boston Bruins sein erstes Tor in der NHL. Nach vier Jahren in der Organisation der Panthers wurde Malgin im Februar 2020 im Tausch für Mason Marchment an die Toronto Maple Leafs abgegeben. Im Oktober verlängerte Malgin seinen Vertrag mit den Maple Leafs und wurde anschließend an den Lausanne HC ausgeliehen.
Nachdem er dort die Saison beendet hatte und Toronto ihm kein neues Vertragsangebot unterbreitet hatte, wechselte er im September 2021 fest zu den ZSC Lions aus der Schweiz. Nach einer Saison dort unterzeichnete er im Juli 2022 wieder einen Vertrag bei den Maple Leafs und kehrte somit in die NHL zurück. Im Dezember desselben Jahres wurde er im Tausch für Dryden Hunt jedoch an den amtierenden Stanley-Cup-Sieger Colorado Avalanche abgegeben. Dort erhielt er nach der Saison 2022/23 keinen weiterführenden Vertrag.
Der Stürmer kehrte daraufhin abermals in sein Heimatland zurück, wo er sich erneut mit den ZSC Lions auf einen Vertrag einigte, der eine Laufzeit von fünf Jahren bis zum Sommer 2028 hat. In den Frühjahren 2024 und 2025 gewann Malgin mit den Lions jeweils die Schweizer Meisterschaft. Dazwischen lag der Gewinn der Champions Hockey League.

### International
Malgin spielte für die Schweizer Nationalmannschaft in den Altersstufen U16, U17, U18 und U20. Bei der Weltmeisterschaft der U18-Junioren 2015 wurde er ins All-Star-Team berufen.
Für die A-Nationalmannschaft debütierte der Angreifer bei der Weltmeisterschaft 2017 und belegte mit der Schweizer Auswahl dabei den sechsten Platz. Des Weiteren gehörte der Stürmer bei den Olympischen Winterspielen 2022 sowie den Weltmeisterschaften der Jahre 2022, 2023 und 2025 zum Aufgebot der Eidgenossen. Im Jahr 2025 gewann Malgin mit der Mannschaft die Silbermedaille. Er selbst trug als bester Vorlagengeber des Turniers – gemeinsam mit den Finnen Teuvo Teräväinen und dem Kanadier Travis Konecny – massgeblich zum Medaillengewinn bei.

## Erfolge und Auszeichnungen
| - 2013 Schweizer U17-Juniorenmeister mit den ZSC Lions - 2013 Schweizer U20-Juniorenmeister mit den GCK Lions - 2015 Schweizer U20-Juniorenmeister mit den GCK Lions - 2015 NLA Youngster of the Year | - 2016 Schweizer-Cup-Sieger mit den ZSC Lions - 2024 Schweizer Meister mit den ZSC Lions - 2025 Champions-Hockey-League-Gewinn mit den ZSC Lions - 2025 Schweizer Meister mit den ZSC Lions |

### International
- 2013 Bronzemedaille beim Europäischen Olympischen Winter-Jugendfestival
- 2015 All-Star-Team der U18-Junioren-Weltmeisterschaft
- 2025 Silbermedaille bei der Weltmeisterschaft
- 2025 Bester Vorlagengeber der Weltmeisterschaft (gemeinsam mit Teuvo Teräväinen und Travis Konecny)

## Karrierestatistik
Stand: Ende der Saison 2024/25

### International
Vertrat die Schweiz bei:
| - Europäisches Olympisches Winter-Jugendfestival 2013 - U18-Junioren-Weltmeisterschaft 2013 - Ivan Hlinka Memorial Tournament 2013 - U18-Junioren-Weltmeisterschaft 2014 - U20-Junioren-Weltmeisterschaft 2015 - U18-Junioren-Weltmeisterschaft 2015 | - U18-Junioren-Weltmeisterschaft 2016 - Weltmeisterschaft 2017 - Olympischen Winterspielen 2022 - Weltmeisterschaft 2022 - Weltmeisterschaft 2023 - Weltmeisterschaft 2025 |

(Legende zur Spielerstatistik: Sp oder GP = absolvierte Spiele; T oder G = erzielte Tore; V oder A = erzielte Assists; Pkt oder Pts = erzielte Scorerpunkte; SM oder PIM = erhaltene Strafminuten; +/− = Plus/Minus-Bilanz; PP = erzielte Überzahltore; SH = erzielte Unterzahltore; GW = erzielte Siegtore; 1 Play-downs/Relegation; Kursiv: Statistik nicht vollständig)